# Ophryophryne
Ophryophryne is een geslacht van kikkers uit de familie Megophryidae. De groep werd voor het eerst wetenschappelijk beschreven door George Albert Boulenger in 1903.
Er zijn zes soorten die voorkomen in delen van Azië en leven in de landen Cambodja, China, Laos, Thailand en Vietnam.

## Taxonomie
Geslacht Ophryophryne
- Soort Ophryophryne elfina
- Soort Ophryophryne gerti
- Soort Ophryophryne hansi
- Soort Ophryophryne microstoma
- Soort Ophryophryne pachyproctus
- Soort Ophryophryne synoria

Atympanophrys · 
Brachytarsophrys · 
Megophrys · 
Ophryophryne · 
Panophrys · 
Pelobatrachus · 
Xenophrys · 

Incertae sedis

"Megophrys" dringi · 
"Megophrys" feii